# Розовець
Ро́зовець (болг. Розовец) — село в Пловдивській області Болгарії. Входить до складу общини Брезово.

## Населення
За даними перепису населення 2011 року у селі проживали 254 особи, з них 247 осіб (97,6%) — болгари.
Розподіл населення за віком у 2011 році:
Динаміка населення: